# Lionel Richie (disc)
Lionel Richie és l'àlbum de debut en solitari del cantant de R&B Lionel Richie. Es va enregistrar el 1982 per Motown Records. Originalment pensat com un projecte paralel a proposta de Motown, va ser gravat i llançat mentre Richie encara era membre dels Commodores; va deixar el grup poc després de la publicació de l'àlbum. El primer senzill de l'àlbum, "Truly", va encapçalar el Billboard Hot 100. El senzill de seguiment "You Are" va arribar al número quatre, i "My Love" va arribar al número cinc. L'àlbum va assolir el número u a la llista d'àlbums Cashbox l'11 de desembre de 1982.

## Llista de temes
1. "Serves You Right" (John McClain, Greg Phillinganes, Richie) – 5:14
2. "Wandering Stranger" (Richie) – 5:38
3. "Tell Me" (David Cochrane, Richie) – 5:32
4. "My Love" (Richie) – 4:08
5. "Round And Round" (Cochrane, Richie) – 4:57
6. "Truly" (Cochrane, Richie) – 3:26
7. "You Are" (Brenda Harvey Ritchie, Richie) – 5:05
8. "You Mean More To Me" (Richie) – 3:08
9. "Just Put Some Love In Your Heart" (Richie) – 1:27